# Miris baruta
Miris baruta (engl. Gunsmoke) američka je radio i televizijska western serija koju su stvorili režiser Norman Makdonel i pisac Džon Meston. Radnja se događala u i oko Dadž Sitija u Kansasu u doba naseljavanja američkog Zapada. Centralni liki je policajac Maršal Mat Dilon, koga je igrao Vilijam Konrad na radiju i Džems Arnes na televiziji. Kad je emitovana u UK, televizijska serija se inicijalno zvala Zakon oružja (engl. Gun Law), a kasnije je vraćen naziv Gunsmoke.
Radio-verzija se emitovala od 1952. do 1961. godine, te se smatra jednom od najboljih radio drama svih vremena. Televizijska verzija se emitovala od 1955. do 1975. godine, te se smatra jednim od najdugotrajnijih igranih TV-programa u istoriji američke i svetske televizije.

## Radio serija
Ideju za seriju je kasnih 1940-ih dobio predsednik CBS-a Vilijam Pejli, poznat kao veliki pobornik radio-serije Avanture Filipa Marloa. Svog direktora programa Habela Robinsona je zamolio da napravi sličnu seriju u tvrdokornom stilu, ali smeštenu u doba Divljeg zapada.
Hari Akerman, potpredsednik CBS-a za Zapadnu obalu, inače kreator serije o Flipu Marlou, je preuzeo zadatak. Godine 1949. su na audiciju došle dve verzije ove radio-drame: „Mark Dillon Goes to Gouge Eye” sa Rajom Bilsberijem u glavnoj ulozi, i mnogo „mekša” i po karakteru vedrija s Hauardom Kalverom. Akerman je odobrio potonju, ali se ubrzo ispostavilo da je Kalver vezan ugovorom za radio-seriju Straight Arrow, te je projekt tavorio u fioci tri godine. Tada su CBS-ovi pisci Norman Makdonel i Džon Meston pronašli tvrdokornu verziju i odlučili da na osnovu nje naprave vlastitu radio-seriju.
Makdonel i Meston su za cilj imali da naprave vestern „za odrasle”, u smislu da bi se serija bavila ozbiljnim i ponekad neugodnim temama, za razliku od mladalačkoj publici namenjenih naslova kao što su The Lone Ranger i The Cisco Kid. Njihova serija je bila smeštena u Dadž Siti u doba kada je to mesto vrvilo kaubojima i goničima stoke 1870-ih.
Glavni junak je bio šerif Mat Dilon, koga je glumeo Vilijam Konrad. Stalni likovi su bili morbidni gradski lekar „Dok” Čarls Adams (Hauard Maknier); Dilonov povremeni pomoćnik Čester Praudfut (Parli Ber) i lokalna prostitutka Kiti Rasel (Džordžija Elis).
Serija se emitovanjem započela 26. 4. 1952, a završila 18. 6. 1961. Tokom njenog trajanja je stekla brojne pohvale zbog niza inovativnih zvučnih efekata, izvrsnih dijaloga i za tadašnje doba neuobičajeno realističkog prikaza života na Divljem zapadu. Mnoge od epizoda su se bavile skalpiranjem, linčom i zavisnošću od opijuma i narkotika. Glavni je junak bio prilično različit od vestern arhetipova, odnosno prikazan je kao psihološki ranjen čovek. Mnoge od epizoda nisu završavale sa tada standardnim hepi endom.

## Televizijska serija
Televizijska serija se originalno prikazivala od 10. 9. 1955. do 1. 9. 1975. na CBS-u u 635 epizoda. Do današnjeg dana to je najdugovečnija igrana TV-serija prikazivana u udarnom terminu na američkoj televiziji.
TV-producenti su odmah na početku odlučili da tumač glavne uloge ne bude Vilijam Konrad, s obzirom da je bio previše gojazan. Umesto toga je uloga Mata Dilona data Džejmsu Arnesu koji ju je zadržao svih 20 sezona. Do kraja je ostao i Milbern Stoun u ulozi Doka Adamsa. Amanda Blejk je ulozi Kiti Rasel ostala do pretposlednje sezone.
Dilonovog pomoćnika Čestera B. Gudija je tumačio Denis Viver, koji je 1964. napustio seriju. Njegov lik je zamenio Festus, koga je tumačio Ken Kertis.
U seriji se izmenio veliki broj stalnih i povremenih likova, a neki od budućih holivudskih zvezda su upravo u njoj imali prve zapažene uloge. Primer je Bert Rejnolds u ulozi kovača Kvinta Aspera (1962-1965).

### Pregled serije
|  | 1  | 39 | 10. septembar 1955 | 25. avgust 1956 |
|  | 2  | 39 | 8. septembar 1956  | 29. jun 1957    |
|  | 3  | 39 | 14. septembar 1957 | 7. jun 1958     |
|  | 4  | 39 | 13. septembar 1958 | 13. jun 1959    |
|  | 5  | 39 | 5. septembar 1959  | 11. jun 1960    |
|  | 6  | 38 | 3. septembar 1960  | 17. jun 1961    |
|  | 7  | 34 | 30. septembar 1961 | 26. maj 1962    |
|  | 8  | 38 | 15. septembar 1962 | 1. jun 1963     |
|  | 9  | 36 | 28. septembar 1963 | 6. jun 1964     |
|  | 10 | 36 | 26. septembar 1964 | 29. maj 1965    |
|  | 11 | 32 | 18. septembar 1965 | 7. maj 1966     |
|  | 12 | 29 | 17. septembar 1966 | 15. april 1967  |
|  | 13 | 25 | 11. septembar 1967 | 4. mart 1968    |
|  | 14 | 26 | 23. septembar 1968 | 24. mart 1969   |
|  | 15 | 26 | 22. septembar 1969 | 23. mart 1970   |
|  | 16 | 24 | 14. septembar 1970 | 8. mart 1971    |
|  | 17 | 24 | 13. septembar 1971 | 13. mart 1972   |
|  | 18 | 24 | 11. septembar 1972 | 5. mart 1973    |
|  | 19 | 24 | 10. septembar 1973 | 1. april 1974   |
|  | 20 | 24 | 9. septembar 1974  | 31. mart 1975   |

### Kućni mediji
Godine 2006, deo serije Miris baruta je postao dostupan u DVD formatu u tir različita seta.
|  | DVD Ime               | Ep # | Datum izdanja     |
|  | --------------------- | ---- | ----------------- |
|  | Prva sezona           | 39   | 17. jul 2007      |
|  | Druga sezona, Tom 1   | 20   | 8. januar 2008    |
|  | Druga sezona, Tom 2   | 19   | 27. maj 2008      |
|  | Treća sezona, Tom 1   | 19   | 9. decembar 2008  |
|  | Treća sezona, Tom 2   | 20   | 26. maj 2009      |
|  | Četvrta sezona, Tom 1 | 19   | 5. oktobar 2010   |
|  | Četvrta sezona, Tom 2 | 20   | 14. decembar 2010 |
|  | Peta sezona, Tom 1    | 20   | 11. oktobar 2011  |
|  | Peta sezona, Tom 2    | 19   | 13. decembar 2011 |
|  | Šesta sezona, Tom 1   | 19   | 7. avgust 2012    |
|  | Šesta sezona, Tom 2   | 19   | 16. oktobar 2012  |
|  | Sedma sezona, Tom 1   | 17   | 11. decembar 2012 |
|  | Sedma sezona, Tom 2   | 17   | 5. februar 2013   |
|  | Osma sezona, Tom 1    | 19   | 7. maj 2013       |
|  | Osma sezona, Tom 2    | 19   | 7. maj 2013       |
|  | Deveta sezona, Tom 1  | 18   | 6. avgust 2013    |
|  | Deveta sezona, Tom 2  | 18   | 6. avgust 2013    |
|  | Deseta sezona, Tom 1  | 18   | 12. avgust 2014   |
|  | Deseta sezona, Tom 2  | 18   | 12. avgust 2014   |

|  | DVD Name                 | Ep # | Release Date       |
|  | ------------------------ | ---- | ------------------ |
|  | Jedanaesta sezona, Tom 1 | 16   | 2. decembar 2014   |
|  | Jedanaesta sezona, Tom 2 | 16   | 2. decembar 2014   |
|  | Dvanaesta sezona, Tom 1  | 15   | 20. septembar 2016 |
|  | Dvanaesta sezona, Tom 2  | 14   | 20. septembar 2016 |
|  | Trinaesta sezona, Tom 1  | 15   | 22. maj 2018       |
|  | Trinaesta sezona, Tom 2  | 10   | 22. maj 2018       |

## Strip
Miris baruta je doživeo i strip-izdanje, odnosno seriju stripova koje je od 1958. do 1962. objavljivala kuća Del Komiks, a od 1969. do 1970. Gold Ki Komiks.
Na prostoru bivše Jugoslavije strip je objavljivan u specijaliziranim strip-magazinima pod naslovom Mat Dilon.

## Literatura
- John Dunning, On the Air: The Encyclopedia of Old-Time Radio, Oxford University Press. 1998.  978-0-19-507678-3.
- SuzAnn Barabas & Gabor Barabas, Gunsmoke: A Complete History and Analysis of the Legendary Broadcast Series, McFarland & Company, Inc. 1990.  978-0-89950-418-6.
- Bill Carter, "NBC Will Bring Back All Three Law & Order Shows", The New York Times, May 14, 2007.
- Alfred Kentigern Siewers, "What I Learned About American Culture by Binging on Gunsmoke and House of Cards," The Federalist, June 22, 2017.

## Spoljašnje veze
- Gunsmoke review
- Einstein guest appearance rumor
- Encyclopedia of Television
- Gunsmoke 50th Anniversary 2005 from Dodge City Архивирано на веб-сајту  (19. фебруар 2015)
- James Arness
- The Ken Curtis Appreciation Site
- Gunsmoke at The Internet Movie Database
- Gunsmoke TV Show on TVLand.com
- Gunsmoke at the National Film and Sound Archive[мртва веза]